# Pollinisateurs des îles Galápagos
 (mars 2025).
 (mars 2021).
La mise en forme du texte ne suit pas les recommandations de Wikipédia : il faut le « wikifier ».
Les points d'amélioration suivants sont les cas les plus fréquents. Le détail des points à revoir est peut-être précisé sur la page de discussion.
- Les titres sont pré-formatés par le logiciel. Ils ne sont ni en capitales, ni en gras.
- Le texte ne doit pas être écrit en capitales (les noms de famille non plus), ni en gras, ni en italique, ni en « petit »…
- Le gras n'est utilisé que pour surligner le titre de l'article dans l'introduction, une seule fois.
- L'italique est rarement utilisé : mots en langue étrangère, titres d'œuvres, noms de bateaux, etc.
- Les citations ne sont pas en italique mais en corps de texte normal. Elles sont entourées par des guillemets français : « et ».
- Les listes à puces sont à éviter, des paragraphes rédigés étant largement préférés. Les tableaux sont à réserver à la présentation de données structurées (résultats, etc.).
- Les appels de note de bas de page (petits chiffres en exposant, introduits par l'outil «  Source ») sont à placer entre la fin de phrase et le point final[comme ça].
- Les liens internes (vers d'autres articles de Wikipédia) sont à choisir avec parcimonie. Créez des liens vers des articles approfondissant le sujet. Les termes génériques sans rapport avec le sujet sont à éviter, ainsi que les répétitions de liens vers un même terme.
- Les liens externes sont à placer uniquement dans une section « Liens externes », à la fin de l'article. Ces liens sont à choisir avec parcimonie suivant les règles définies. Si un lien sert de source à l'article, son insertion dans le texte est à faire par les notes de bas de page.
- La présentation des références doit suivre les conventions bibliographiques. Il est recommandé d'utiliser les modèles {{Ouvrage}}, {{Chapitre}}, {{Article}}, {{Lien web}} et/ou {{Bibliographie}}. Le mode d'édition visuel peut mettre en forme automatiquement les références.
- Insérer une infobox (cadre d'informations à droite) n'est pas obligatoire pour parachever la mise en page.

Pour une aide détaillée, merci de consulter Aide:Wikification.
Si vous pensez que ces points ont été résolus, vous pouvez retirer ce bandeau et améliorer la mise en forme d'un autre article.
Les pollinisateurs des îles Galápagos sont recensés dans une liste de 97 espèces distinctes de différents ordres. Les pollinisateurs appartiennent à l'ordre des hyménoptères, des lépidoptères (comme les papillons), des coléoptères, ou des diptères. Les oiseaux et les reptiles sont également considérés comme espèces pollinisatrices. Le pollinisateur principal de l’archipel est Xylocopa darwini, un hyménoptère.

## Contexte d'étude des pollinisateurs et attrait pour les îles Galápagos

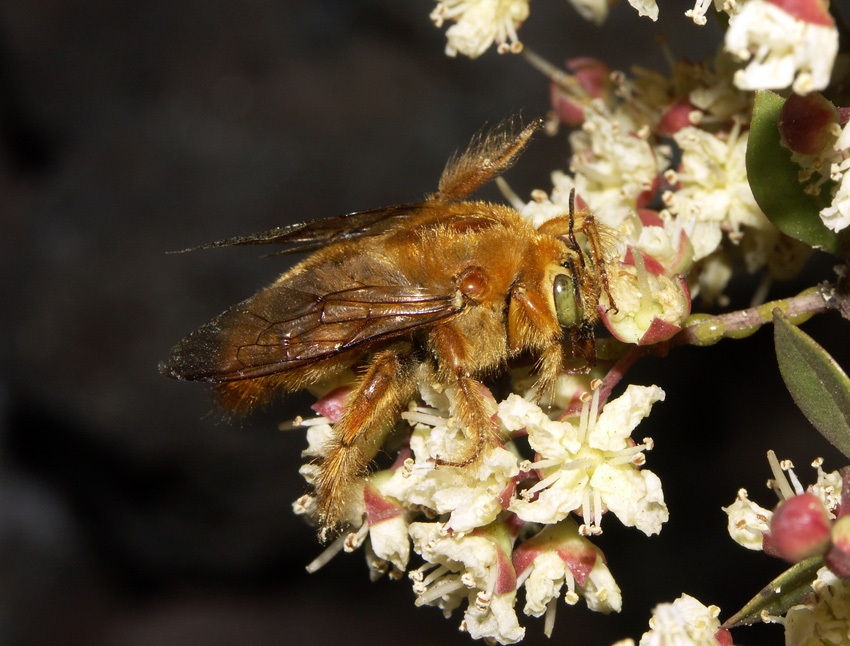
Xylocope de Darwin

Les îles Galápagos sont l’un des endroits les plus isolés sur Terre. Situées à 930 km du large du continent sud-américain, ces 19 îles sont le fruit de plusieurs formations volcaniques résultant d’un point chaud prenant origine dans le manteau terrestre,. Ces îles ont été la découverte de Charles Darwin. C’est lors de son voyage en 1835 que le scientifique anglais découvrit l’unique faune et flore de cet endroit. Il y prit inspiration pour la rédaction de sa mondialement reconnue théorie de l’évolution. Bien que des siècles se soient écoulés depuis la rédaction du rapport scientifique de Darwin Le Voyage du Beagle, la fascination pour les îles Galápagos est encore présente. Les îles sont aujourd’hui reconnues comme patrimoine mondial à l’UNESCO.
Des études phylogénétiques sur un pollinisateur, soit Xylocopa darwini, démontrent que six des îles centrales à l’archipel et à l’ouest étaient connectées il y a environ 630 Ka. Il s’agit des îles de Fernandina, d’Isabela, de Santiago, de Santa Cruz, de Baltra et de Santa Fé. Cette séparation est en lien avec l’eustatisme.

## Diversité biologique

### Courants océaniques favorables aux pollinisateurs
Le climat particulier des îles s’explique en partie par les courants océaniques avec lesquels elles interagissent. Les 4 principaux courants océaniques sont le courant de Cromwell, le courant de Humboldt, le courant de Panama et le contre-courant nord-équatorial. L’interaction entre ces 4 courants est productive puisqu’elle apporte une eau riche en nutriments, ce qui est dû à la confrontation d’un front de courant chaud avec un front de courant froid. De plus, la présence de deux fronts de températures différentes permet à davantage d’espèces de s’établir aux îles puisqu’elles ont des conditions climatiques répondant aux caractéristiques de multiples niches écologiques différentes.

### Endémisme
La position géographique très particulière des îles Galápagos les rend authentiques au niveau de leur diversité et de leur rareté biologique. En effet, leur extrême isolement face au reste du monde encourage le phénomène d’endémisme chez les espèces de ces îles. L’endémisme est une caractéristique qu’ont certaines espèces de la faune et de la flore indiquant que celles-ci ne sont retrouvées qu’à un seul endroit dans le monde et aux Galápagos, le processus à l’origine de cet endémisme est la « radiation évolutive ». Aux îles Galápagos, on retrouve plus de 180 espèces qui ont cette caractéristique d’endémisme dont l’iguane marin, la tortue géante et l’abeille charpentière des Galápagos,. Cette dernière est scientifiquement reconnue sous le nom de Xylocopa darwini, tirant son nom du scientifique Charles Darwin.
Xylocopa darwini appartient à l’ordre des Hymenoptera. Outre cette famille d’insectes, on retrouve aussi d’autres ordres d’insectes pollinisateurs aux îles Galápagos, tels que l’ordre Lépidoptera, l’ordre Diptera et autres ordres qui seront élaborés dans la section suivante.

## Ordres et groupes de pollinisateurs
La faune pollinisatrice des Galápagos est composée de 97 espèces distinctes de différents ordres. La liste des espèces fait l’état de l’ensemble des organismes ayant été observés lors d’activité pollinisatrice et de visitation de fleurs, ou interpolés par le produit résiduel de leur pollinisation au sein de différentes espèces végétales, toutes îles confondues. Il est estimé que plusieurs autres espèces entreprennent également cette fonction, faute de preuve tangible sur leurs activités à ce jour. Les listes d’exemples d’espèces relatives aux ordres de pollinisateurs sont non-exhaustives *.
* Les exemples fournis furent recensés dans la littérature actuellement disponible initialement utilisé dans les revues de littérature effectuées par McMullen et Naranjo (1994) et Boada (2005).

### Hymenoptera
Cet ordre d’insectes comporte 22 espèces d’abeilles, de guêpes et fourmis pollinisatrices, le pollinisateur principal de l’archipel, Xylocopa darwini, en faisant partie. Xylocopa darwini appartient au sous-genre Neoxylocopa. Cette classification représente notamment 12 espèces de fourmis associées à une pollinisation moindre, mais existante.
- Xylocopa darwini[5]
- Camponotus macilentus[9]
- Paratrechina longicornis[9]
- Miridae Rhinacloa[6]
- Camponotus planus[10]
- Tapinoma melanocephalum[11]
- Paratrechina vaga[12]
- Apis mellifera[13]
- Cardiocondyla emeryi[12]
- Goniozus sp.[12]
- Anthidium vigintiduopunctatum[7]
- Monomorium floricola[7]
- Pachodynerus galapagensis[7]
- Ascogaster venus[7]

### Lepidoptera
Un total de 31 espèces de lépidoptères fut historiquement observé lors d’activités pollinisatrices. Cet ensemble est composé essentiellement d’espèces de rhopalocères et d’hétérocères. La majorité de l’activité pollinisatrice associée à cet ordre est attribuée à la Piéride des jardins, Phoebis sennae ainsi qu’au « hawk moth », Fam. Sphingidae.
- Agraulis vanillae galapagensis[6]
- Atteva hysginiella[6]
- Pyralidae fam.[6]
- Eumorpha labruscae yupanquii[7]
- Pyrameis caryae[14]
- Danaus plexippus[15]
- Disclisioprocta stellata[9]
- Melipotis harrisoni[9]
- Agrius cingulatus[11]
- Glympis toddi[12]
- Anticarsia gemmatalis[12]
- Leptotes parrhasioides[12]
- Phoebis sennae[12]
- Utetheisa ornatrix[12]
- Urbanus dorantes galapagensis[12]
- Heliodines galapagensis[7]
- Hemiargus ramon[7]
- Adaina scalesiae[7]
- Shafferiessa galapagoensis[7]
- Heliconius-Melpomene[16]
- Protoparce rustica galapagoensis[17]

### Coleoptera
16 espèces de coléoptères des Galápagos comprenant notamment des coccinelles et furent recensées lors d’interactions avec la flore. Coleoptera totalise toutefois 486 espèces dans l’archipel, contrastant le nombre faible d’observations de pollinisation, éléments communs quant aux connaissances relatives aux espèces pollinisatrices des Galápagos. Le genre Oxacis compose un ensemble d'espèces de scarabées éminemment représentées au sein des observations de coléoptères potentiellement pollinisateurs aux îles Galápagos.
- Oxacis[12]
- Aeolus galapagoensis[12]
- Orthoperus[12]
- Estola insularis nigrescens[7]
- Estoloides galapagoensis[7]
- Cycloneda sanguinea[7]
- Pseudopentarthrum cunicollis[7]
- Baeocera galapagoensis[7]
- Mordellistena galapagoensis[7]

### Diptera
Sur 304 espèces de diptères recensées dans les Galápagos, 17 composent des pollinisateurs confirmés, essentiellement représentées par différentes familles de mouches dont les bombyliidae et les syrphides. Le syrphide Toxomerus crockeri est l’espèce de diptères la plus généralisée et communément observée lors de cette fonction, notant également l’observation moindre, mais fréquente de Lepidanthrax tinctus lors de visite florale.
- Mythenteles[6]
- Lepidanthrax tinctus[6]
- Blaesoxipha[5]
- Acrosticta apicalis[10]
- Olcella[12]
- Melanagromyza floris[7]
- Galapagomyia inoa[7]
- Nemotelus albiventris[7]
- Xanthandrus agonis[7]
- Bradysia ocellaris[7]

### Oiseaux
Environ 10 espèces d’oiseaux ont fait l’objet d’observation et d’étude quant à de potentiels comportements de pollinisation. Les pinsons de Darwin composent la majorité des oiseaux suspectés et confirmés de participer à la pollinisation, notant la proportion importante des observations attribuées à la Géospize des cactus, Geospiza scandens et à la Géospize à bec conique, G. cornirostris. L’intégralité des espèces de ce groupe ne fut toutefois pas concrètement observée comme possédant cette capacité à ce jour.
- Mimus parvulus[5]
- Geospiza fuliginosa[5]
- Diglossa indigotica[13]
- Geospiza scandens[16]
- Geospiza fortis[16]
- Geospiza conirostris[17]
- Zenaida galapagoensis[18]

### Reptiles
Quant aux reptiles des Galápagos, seulement les lézards de lave, soit Microlophus sp., ont des instances recensées de visitation et de potentielle pollinisation de fleurs. Les lézards sont connus pour jouer un rôle amplifié de pollinisateur en milieu insulaire. Un total de 7 espèces de lézards de lave a été observé à ce jour lors de transportation du pollen lors de visites florales.
- Microlophus albemarlensis[19]
- Microlophus delanonis[20]
- Microlophus grayii[20]
- Microlophus habelii[20]
- Microlophus pacificus[20]
- Microlophus indefatigabilis[20]
- Microlophus jabobi[20]

## Répartition
Xylocopa darwini est présente sur neuf des îles de l’archipel. Deux lignées de cette espèce, représentant quatre principaux haplotypes différents, sont réparties entre les îles centrales et de l’ouest, et les îles de l’est. Une première lignée, la plus ancienne, se trouve sur les îles du centre et de l’ouest des Galápagos. Nous retrouvons la deuxième lignée, la plus récente, sur les îles de San Cristóbal et d’Española.

### Colonisation
Dans l’archipel, le patron général de dispersion des espèces suit l’activité volcanique des îles. Les îles de San Cristóbal, d’Española et de Floreana ont été colonisées en premier lieu par le curculionoïde Galapaganus, le moqueur Mimus et les hétérocères Galagete entre autres.
Pour Xylocopa darwini, le modèle de colonisation est contraire aux autres espèces et démontre un faible taux de colonisation des îles. Les haplotypes ancestraux de cette espèce ne se retrouvent pas sur les îles de San Cristóbal ou d’Española. Il y a donc eu deux épisodes spatio-temporels de migration de la part de Xylocopa darwini. Une première colonisation de cette espèce a eu lieu sur les îles centrales et de l’ouest de l’archipel. L’importante distance, de près de 1000 km, qui sépare le continent des îles suggère que Xylocopa darwini a atteint les îles, en provenance d’Amérique du Sud, par dispersion par radeau de végétation. La relation de phorésie qu’entretient Xylocopa darwini avec les Cissites maculata suggère que ces deux espèces sont arrivées sur l’archipel des Galápagos ensemble, par le même moyen de transport. Les deux lignées de Xylocopa darwini permettent de déterminer qu’il y a eu deux phases de colonisations entre les îles d’Isabela et de Fernandina. Ceci peut s’expliquer par la courte distance de 4 km qui les sépare. C’est lors de la deuxième phase de colonisation que Xylocopa darwini s’est installée sur les îles d’Española et de San Cristóbal. Les haplotypes démontrent que par la suite, les deux lignées issues des deux phases distinctes de colonisation n’ont pas eu de contacts entre elles. On dénombre, encore une fois avec les haplotypes, un minimum de huit événements de dispersion entre les différentes îles de l’archipel. Deux mécanismes de dispersion sont utilisés par Xylocopa darwini, soit la dispersion par radeau végétal, et pour les spécimens adultes, le vol. Les îles d’Isabela et de San Cristóbal, qui sont respectivement la plus large en superficie et la plus vieille des îles, arborent la plus grande diversité de haplotypes, et ceci, autant au niveau des îles qu’au niveau des populations. De plus, des haplotypes uniques à certaines îles ont été recensés. Par exemple, Isabela compte quatre haplotypes uniques à son île, San Cristóbal trois, Floreana un et Santa Cruz un aussi. Le génotype h3 est le plus ancestral, et donc celui ayant la plus grande distribution. Au total, il se retrouve sur six des neuf îles colonisées par Xylocopa darwini. Neuf haplotypes se retrouvent sur une seule et même île, ce qui suggère une spéciation allopatrique des lignées.
| Île           | Haplotype(s) |
| ------------- | ------------ |
| Isabela       | 6            |
| San Cristóbal | 4            |
| Fernandina    | 2            |
| Floreana      | 2            |
| Santa Cruz    | 2            |
| Española      | 1            |
| Genovesa      | 1            |
| Santa Fé      | 1            |
| Santiago      | 1            |

## Habitat
L’activité pollinisatrice animale est observée à l’échelle des habitats des Galápagos. L’habitat précis des pollinisateurs varie toutefois selon différents patrons climatiques et végétales largement fonction du gradient altitudinal. Les Galápagos se subdivisent en multiples zonations utiles à la caractérisation du milieu de vie de la faune pollinisatrice : la zone littorale, la zone aride, la zone de transition, la zone humide.
- La zone aride représente environ 60 % de l’étendue totale de l’archipel, occupant les basses terres de chaque île[21]. Cette zone est pourvue de la plus abondante diversité de plantes facilitant la présence d’un grand nombre de pollinisateurs et d’interactions, fonction d’une surface d’ampleur. Cette surface constitue un habitat marqué pour les coléoptères participant à la pollinisation ainsi que les lézards de lave, suspectés d’agir en tant que pollinisateurs minimaux[20], y étant très répandus.
- La zone humide, réservée aux altitudes supérieures à 600 mètres des îles, est caractérisée par son élévation et humidité relative plus élevées. La zone est essentiellement parsemée de régions boisées, favorisant notamment la présence et la nidification de Xylocopa darwini. Les îles de l’archipel observent un niveau d’altération différentiel en raison de leur âge géologique divergent. La répartition des zones diffère entre les îles en fonction de leur élévation maximale, résultant en multiples arrangements particuliers aux masses insulaires ; l’altitude des îles diminue d’ouest en est, de l’île Fernandina à l’île San Cristóbal, en fonction de leur historique géologique, et favorise la prolifération différentielle d’espèces pollinisatrices.

### Xylocopa darwini
La nidification de Xylocopa darwini se fait soit dans l’écorce des arbres, soit dans les branches et le tronc. Elle se fait par les femelles, qui creusent des trous d’environ 1 cm de profondeur. Xylocopa darwini affectionne particulièrement les espèces Bursera graveolens et Croton scouleri pour faire son nid. Des nids dans les espèces d’arbres et de plantes suivantes ont aussi été observés : Hibiscus tiliaceus, Erythrina velutina qui a un bois mou, Scalesia affinis, Castela galapageia et Maytenus obovata. Le parasite Cissites maculata partage le nid de Xylocopa darwini.

### Variabilités saisonnières et quotidiennes de l'habitat
Le climat des Galápagos est caractérisé par deux saisons, soit une période chaude et humide de janvier à mai suivie d’une période froide et sèche entre juin et décembre. L’absence de précipitations dans les basses terres lors de la saison sèche engendre une légère migration altitudinale de certaines espèces pollinisatrices. Or, la saison humide, caractérisée par ces précipitations abondantes ainsi que l’apogée de la floraison, permet la répartition plus uniforme de pollinisateurs sur l’ensemble des zones des îles. Certaines conditions météorologiques quotidiennes engendrent également certains changements momentanés dans l’habitat recherché de pollinisateurs.  Les événements hydriques peuvent repousser la faune pollinisatrice de certaines zones, notamment le cas d’espèces volantes comme Xylocopa darwini et Leptotes parrhasioides, tel qu’observé par McMullen (2007) lors de recensement d’interaction entre les pollinisateurs et la flore ; l’activité et la proportion d’espèces pollinisatrices chutent sévèrement lors d’humidité plus élevée, synonyme d’une garúa plus intense et de précipitations plus fréquentes.

### Phénomène ENSO
Une particularité climatique des îles Galápagos est sa vulnérabilité au phénomène cyclique ENSO (Cane, 2005 ; Philander, 1983 dans Sachs et Ladd, 2011). Les événements ENSO (El Niño-Southern Oscillation) sont des phénomènes prenant origine dans des anomalies de courants atmosphériques qui engagent des changements dans les courants océaniques. De ce fait, on remarque un changement notable dans la température des eaux océaniques durant ce phénomène. Ce dernier se produit tous les 2 à 7 ans et se traduit en 2 phases distinctes (Philander et Fedorov, 2003 dans Sachs et Ladd, 2011). La première phase qui est ressentie au large des îles est celle de El Niño, dans laquelle il y a un réchauffement des eaux océaniques de surface autour des îles ainsi que des épisodes de précipitations accrues. Par la suite, c’est la phase La Niña qui prend le dessus, causant alors un refroidissement des eaux océaniques de surface et une grande diminution des précipitations. Durant la période El Niño, l’augmentation de la température océanique cause une diminution de la quantité de poissons et de nutriments présents dans l’eau résultant en un plus haut taux de mortalité chez les espèces des îles (Glynn, 1988 dans Sachs et Ladd, 2011). Ces instabilités climatiques augmentent la vulnérabilité des espèces des îles face à ces anomalies causées par les courants marins. Avec le réchauffement climatique accéléré par les diverses activités humaines, certaines recherches sont en cours afin d’étudier le lien entre l’augmentation des gaz à effet de serre et la fréquence et l’intensité des phénomènes ENSO (IPCC, 2001 ; IPCC, 2007a ; Trenberth and Hoar, s.d dans Sachs et Ladd, 2011).

### Menace à l'habitat des pollinisateurs
Le développement anthropique dans les basses terres arides moins escarpées, concurremment composées de la plus grande proportion de biodiversité à des fins agricoles, industrielles et urbaines, menace les pollinisateurs par le biais d’atteinte à la santé de la flore locale. Les relations spécifiques entre certaines espèces et la flore sont menacées par la baisse d’individus végétaux. L’habitat des pollinisateurs des Galápagos est projeté d’observer une plus grande variabilité climatique couplée parallèlement d’événements météorologiques d’ampleur accrue dans le contexte actuel d’influence climatique anthropique. La hausse des précipitations en hauteur ainsi que la prévalence croissante de la garúa hors des normales attendues pourraient drastiquement réduire les activités pollinisatrices dans les zones humides. Bien que la zone littorale soit typiquement moins considérée en termes d’activité pollinisatrice de par le dynamisme de ce géosystème, la hausse des niveaux marins projetée aux Galápagos entre 20 et 50 centimètres au cours du 21e siècle est envisagée d’affecter les pollinisateurs. La modification rapide pourrait dépasser les capacités adaptatives de la flore côtière et engendrer le recul en terre de certaines espèces pollinisatrices.

## Interactions
En ce qui concerne la structure des réseaux d’interactions des pollinisateurs des îles Galápagos, il est primordial de prendre en compte que les caractéristiques du réseau d’interactions des îles présentent des différences importantes par rapport au réseau d’interactions des pollinisateurs au niveau continental. Les principales différences que présentent les îles sont un plus petit réseau, par le fait même moins d’interactions et une plus faible diversification au niveau de ses interactions et un plus grand chevauchement au niveau de la niche écologique des espèces végétales. Ces différences sont principalement expliquées par le facteur d’isolement des îles. La seconde différence qui influence la structure des réseaux d’interactions des pollinisateurs est un réseau qui se trouve en altitude dans un milieu insulaire. L’altitude influence de façon positive le nombre total d’espèces dans le réseau, et ce, principalement à cause du fait que l’élévation est synonyme de diversité d’habitats et par le fait même, de richesse au niveau de la biodiversité.

### Types d'interactions
On retrouve différents types d’interactions qui affectent directement et indirectement les pollinisateurs. Les espèces introduites sur les îles Galápagos présentent souvent un danger pour l’écosystème des îles. De plus, le nombre élevé d’espèces endémiques sur les îles Galápagos ajoute à la vulnérabilité de l’écosystème qui est plus vulnérable aux espèces introduites et envahissantes.

#### Compétition
La compétition est une interaction qui touche les pollinisateurs, mais également les plantes. Au niveau de la compétition entre plantes, celle-ci se produit pour l’obtention de l’énergie solaire, des nutriments dans le sol et de l’espace. Il existe également une compétition entre les pollinisateurs tant intra spécifique que interspécifique. Comme le montre la figure 1, certaines espèces de pollinisateurs ont des niches écologiques qui se chevauchent, ce qui entraîne une compétition pour le nectar et le pollen des plantes.

#### Prédation
La prédation est un phénomène commun qui fait partie des interactions entre les espèces et qui peut grandement nuire aux différentes espèces de pollinisateurs. Par exemple, l’introduction de l’Ani à bec lisse (Crotophaga ani) sur les îles Galápagos. C’est une espèce d’oiseau qui de nos jours compte une population établie partout à travers l’archipel de plus de 250 000 individus. Cette espèce se nourrit, entre autres, d’abeilles charpentières (Xylocopa darwini), une espèce de pollinisateur endémique aux îles Galápagos. Par le fait même, l’introduction de cette espèce d’oiseau a eu un impact négatif important sur le principal pollinisateur des îles Galápagos. Un autre exemple est l’introduction accidentelle sur les îles Galápagos de la Philornis downsi, une espèce d’insecte de la famille des Muscidae qui a présentement un impact sur 16 espèces d’oiseaux endémiques des îles Galápagos dont la Géospize des mangroves (Camarhynchus heliobates) qui est aujourd’hui éteinte à cause du ravage causé par la Philornis downsi.

#### Mutualisme
Le mutualisme est la relation principale à la base même du phénomène de pollinisation. Les plantes qui se font polliniser par les pollinisateurs gagnent l’avantage d’une meilleure diffusion du pollen, ce qui favorise leur reproduction tandis que les espèces pollinisatrices sont avantagées au niveau de leur alimentation lorsqu’elles consomment le nectar ou l’excès de pollen de la plante. C’est une relation de mutualisme interspécifique qui bénéficie tant à la plante qu’aux espèces de pollinisateurs. Cette relation n’est pas constante ni identique pour chaque espèce de pollinisateur ou de plante. Elle peut être de nature spécifique ou non spécifique, c’est pourquoi les espèces qui tirent le plus de profit de leurs relations sont celles qui sont avantagées. De plus, la majorité des espèces de plantes sont entomogames, elles ont par le fait même besoin d’insectes pour diffuser leur pollen et se reproduire.

#### Phorésie
Une relation de phorésie est décrite entre l’abeille charpentière, Xylocopa darwini, et la méloïdé Cissites maculata. La phorésie entre ces deux espèces a plutôt une relation parasitaire de la part des méloïdés envers les abeilles charpentières.

### Chaîne trophique
Les espèces pollinisatrices des îles Galápagos sont très diversifiées, par le fait même, il y a une complexité importante au niveau de la chaîne trophique des pollinisateurs. On retrouve sur les différentes îles des Galápagos une dizaine d’espèces d’oiseaux qui semblent montrer un comportement de pollinisateur, sept espèces de reptiles qui visitent la flore des îles et contribuent à la diffusion du pollen, et plusieurs dizaines d’espèces d’insectes pollinisateurs de différents ordres. De façon générale, les pollinisateurs sont des consommateurs primaires dans la chaîne trophique des îles Galápagos, mais dans le cas des reptiles, qui jouent un rôle de pollinisateurs, ils pourraient être des consommateurs secondaires si leur alimentation est également à base d’insectes par exemple.

### Flore visitée
Tel que mentionné dans une section précédente, les îles Galápagos comptent de nombreux insectes et animaux pollinisateurs de diverses variétés d’espèces végétales. Bien que la pollinisation des fleurs sur les îles soit plus complexe et moins nombreuse qu’ailleurs, on retrouve tout de même un large éventail d’espèces florales visitées par les pollinisateurs des îles. En effet, les insectes de l’ordre des Hymenoptera visitent jusqu’à 91 espèces florales différentes, bien que l’abeille charpentière Xylocopa darwini occupe une place prépondérante dans ce nombre puisqu’elle visite à elle seule environ 84 espèces différentes. Aussi, on dénombre 31 insectes de l’ordre Lepidoptera qui visitent environ 44 espèces florales. Ensuite, dans l’ordre des Coleoptera on dénombre 16 espèces de coccinelles différentes qui ne visitent que 11 espèces florales. Par la suite, on compte 17 espèces appartenant à l’ordre Diptera qui eux visitent 24 espèces florales différentes et finalement on dénote 10 espèces d’oiseaux qui visitent, pour leur part, 7 espèces végétales différentes. Xylocopa darwini visite au moins 85 des 403 espèces indigènes d’angiospermes des Galápagos pour leur pollen et leur nectar. Des visites de la part de cette abeille charpentière ont été recensées pour les tomates de type Lycopersicum pimpinellifolium et les plantes Piscidia, Momordica et Cryptocarpus. Cette espèce agit aussi en tant que vecteur de pollinisation biotique, par entomophilie, pour les espèces suivantes : Castela galapageia, Cardiospermum galapageium, Opuntia echios, Cordia lutea, Periloba galapagensis, Justicia galapagana, Scalesia affinis et S. helleri. Autant les femelles que les mâles Xylocopa darwini participent de manière importante à la pollinisation. Finalement, il y a aussi les lézards de lave appartenant à l’ordre des reptiles qui visitent certaines espèces végétales. La flore visitée selon les ordres d’espèces ayant des interactions plus nombreuses avec la flore est acheminée plus précisément ci-dessous selon des listes d’espèces végétales non-exhaustives :
Ordre Hymenoptera
- Cordia Leucophlyctis[5]
- Clerodendum molle[5]
- Componotus spp[5]
- Monomorium floricola[5]
- Tapinoma melanocephalum[5]

Ordre Lepidoptera
- Bidens pilosa[5]

Ordre Coleoptera:
- Cordia lutea[5]
- Miconia robinsoniana[5]

Ordre Diptera:
- Famille des Asteraceae[5]

Ordre des oiseaux
- Tribulus cistoides[5]
- Waltheria ovata[5]

Ordre des reptiles
- Opuntia galapageia[5]